# AGM–154 JSOW
Az AGM–154 JSOW (Joint StandOff Weapon, Közös távolról indítható fegyver) GPS-irányítású siklóbomba, melyet az 1990-es években fejlesztettek ki az USAF és az USN repülőgépei számára. Fő feladata nem mozgó célpontok megsemmisítése a közép-hatótávolságú légvédelmi rakéták hatótávolságán kívülről. A bombatestre a kioldás után kinyíló szárnyak vannak felszerelve, melyekkel a bomba több tíz kilométert tud repülni. A fegyvert bevetették a Southern Watch, és az Allied Force hadműveletekben, valamint az Iraki és Afganisztáni háborúkban, több ország fegyveres ereje hadrendbe állította.